# 柳德米拉·安德列耶夫娜·库普里亚诺娃
柳德米拉·安德列耶夫娜·库普里亚诺娃（俄语：Людмила Андреевна Куприянова）（1914年—1987年1月13日）是俄罗斯植物学家。
库普里亚诺娃是前苏联全苏植物学会孢粉学分会的理事长，她从事科研工作已经超过50年，主要在列宁格勒的苏联科学院柯马罗夫植物研究所工作，她是最早发现植物孢粉和花粉对研究植物分类的重要性的人之一。